# 山田尚達
山田 尚達（やまだ なおみち、1915年（大正4年）5月8日 - 2014年（平成26年）1月21日）は日本の小児科学者、北海道大学名誉教授、北星学園大学文学部教授、北海道公安委員会委員長、医学博士。

## 略歴
東京都出身。趣味は陸上競技・音楽・登山。
1939年（昭和14年）東京大学医学科卒業。1954年（昭和29年）信州大学教授、1959年（昭和34年）北海道大学教授、1979年（昭和54年）同大学名誉教授、同年、北星学園大学教授。
2014年1月21日、急性心不全のため札幌市の病院で死去、98歳。

## 参考
交詢社 第69版 『日本紳士録』 1986年